# Luzes de terremoto
As luzes de terramoto ou  EQL (do inglês "Earth Quake Light") correspondem a um incomum fenômeno aéreo luminoso, similar em aparência a uma aurora boreal, que aparece no céu em cima ou perto de áreas onde há atrito tectônico, atividade sísmica ou erupções vulcânicas. São especialmente visíveis quando acontecem a noite. Ainda que existem várias teorias que tentem explicar este fenômeno, entre elas a triboluminiscencia e a teoria de Friedemann Freund, ainda não há uma interpretação totalmente convincente que explique este fenômeno.

## Aparência
As luzes são mais evidentes durante um terremoto, ainda que existam relatos de luzes que apareceram antes ou depois, como as que se registaram em muitas localidades espanholas em horas prévias ao grande terramoto de 1755, terramoto de Tangshan de 1976. Geralmente têm formas similares às de uma aurora e são de tonalidades entre alvo e azul, mas ocasionalmente reportaram-se com um maior espectro de cor. A luminosidade costuma ser visível durante vários segundos, mas tem tido casos nos que duram dezenas de minutos como durante o grande terramoto de México de 7 de setembro de 2017.

## Algumas teorias
Segundo pesquisadores da Universidade Rutgers dos Estados Unidos, estes clarões produzem-se com os deslizamentos do solo perto de falhas geológicas da Terra gerando uma carga elétrica.
Apesar de rochas serem isolantes, demonstrou-se em experimentos de laboratório que estas são boas condutoras de electricidade em sua superfície. Este fenômeno foi descoberto pelo físico mineralogista Friedemann Freund. Ele se deu conta de que os grãos minerais nas rochas estão cheios de imperfeições pois apresentam átomos de oxigênio em estados imperfeitamente ionizados, com o qual se formaram os chamados buracos-p, os quais levam uma carga similar à de um elétron, mas oposta, isto é, não negativa, mas positiva.                                                                                                                                                                                                                                                                              Em testes de laboratório comprovou-se que nas rochas ao ar livre, os buracos-p tendem a se mover e a se fixar na superfície destas, com o que se gera condutividade. Ante a presença de um esforço, os buracos-p ativam-se e podem mover-se através de alguns tipos de rochas (ígneas e metamórficas).
Durante um terramoto, pode-se libertar na casca uma nuvem de buracos-p, devido ao esforço sísmico, os quais sobem através das rochas e se manifestam surgindo da terra como plasma em estado sólido, cujos efeitos incluem luzes de terramoto, emissões infravermelhas detectadas do espaço, ruído de ondas de rádio, perturbações na alta atmosfera, e inclusive um comportamento estranho nos animais.

## Teorias da conspiração
Propuseram-se teorias da conspiração de que o Programa de Investigação de Auroras Activas de Alta Frequência (HAARP, por sua sigla em inglês) pode manipular a ionosfera para controle do clima e provocar terramotos através de energia electromagnética, daí que as luzes observadas antes ou durante um terramoto respondem a este uso. Mas como outras teorias deste estilo, esta não pode ser comprovada.

## História
Podem-se encontrar registros de terramotos acompanhados por luzes desde o ano 373 AC em escritos da Grécia antiga, onde "imensas colunas de fogo" predisseram o terramoto que destruiu as cidades de Hélice e de Bura.

## Confusão com explosão de transformadores
A maioria dos registros realizados pela população supostamente deste fenômeno na verdade exibem explosões de transformadores e de subestações de redes eléctricas.[carece de fontes?]